# Pomacanthus annularis
Pomacanthus annularis là một loài cá biển thuộc chi Pomacanthus trong họ Cá bướm gai. Loài này được mô tả lần đầu tiên vào năm 1787.

## Từ nguyên
Từ định danh của loài trong tiếng Latinh mang nghĩa là "mang vòng", hàm ý đề cập đến đốm tròn có viền màu xanh lam ở trên nắp mang.

## Phạm vi phân bố và môi trường sống
P. annularis có phạm vi phân bố rộng khắp khu vực Ấn Độ Dương - Thái Bình Dương. Loài này được ghi nhận ở phía bắc KwaZulu-Natal (Nam Phi) và Madagascar; từ Pakistan dọc theo bờ biển Ấn Độ đến Myanmar, bao gồm Maldives và Sri Lanka; từ biển Andaman trải rộng khắp vùng biển các nước Đông Nam Á và Papua New Guinea; xa nhất ở phía đông là đến quần đảo Solomon; phía bắc trải dài đến vùng biển Nam Nhật Bản; giới hạn phía nam đến Nouvelle-Calédonie.
P. annularis lần đầu tiên được ghi nhận ở Đại Tây Dương, khi một cá thể được quan sát ở vùng biển ngoài khơi Pompano Beach, Florida (Hoa Kỳ) vào năm 2001, nhiều khả năng là do phóng thích cá cảnh.
P. annularis sống gần các rạn san hô viền bờ, đôi khi bắt gặp chúng trong các hang động hoặc xác tàu đắm, thường ở vùng nước đục, độ sâu đến ít nhất là 60 m; cá con sống ở vùng nước nông gần bờ, nơi có tảo sợi phát triển.

## Mô tả
P. annularis có chiều dài cơ thể tối đa được biết đến là 45 cm. Cá trưởng thành có màu nâu pha vàng kim, đặc trưng bởi những dải sọc màu xanh lam sáng tỏa ra từ vùng gốc vây ngực, uốn cong về phía sau của vây lưng, và các sọc này xuất hiện cả trên phần mềm của vây lưng và vây hậu môn. Vây đuôi màu trắng, viền màu vàng ở rìa. Đầu cũng có hai sọc xanh nằm ngang mặt, kéo dài đến rìa mang. Sau đầu có một đốm viền màu xanh lam ở trên nắp mang. Cá chưa trưởng thành có màu xanh thẫm (gần như đen) với các dải sọc cong màu trắng và xanh óng, trừ vây đuôi trong suốt.
Số gai vây lưng: 13; Số tia vây ở vây lưng: 20–21; Số gai vây hậu môn: 3; Số tia vây ở vây hậu môn: 20.

## Sinh thái
Thức ăn chính của P. annularis là động vật phù du, hải miên (bọt biển) và những loài thuộc phân ngành Sống đuôi. Cá trưởng thành thường bơi thành từng cặp, nhưng cũng có thể sống đơn độc.
P. annularis là một loài thường được xuất khẩu trong ngành buôn bán cá cảnh.